# Udinaturen.dk
Udinaturen.dk (Ud i naturen.dk) er en webportal (et websted) for naturoplevelser i Danmark, baseret på et interaktivt kort. Portalen blev lanceret i maj 2010, og drives af Skov- og Naturstyrelsen under Miljøministeriet.
Udinaturen.dk afløser Friluftskortet.dk og Naturnet.dk
Udviklingen af Udinaturen.dk er støttet med penge fra Arbejdsmarkedets Feriefond.
Lignende projekter til fremme af turisme og friluftsliv er "1001 fortællinger om Danmark" og Margueritruten.